# 上信越自動車道
上信越自動車道（じょうしんえつじどうしゃどう、英語: JOSHIN-ETSU EXPWY）は、群馬県藤岡市の藤岡ジャンクション (JCT) から長野県長野市を経て新潟県上越市の上越JCTに至る高速道路（高速自動車国道）である。東日本高速道路が管理・営業中である。略称は上信越道（じょうしんえつどう）。
高速道路ナンバリングによる路線番号は「E18」が割り振られている。

## 概要
国道18号や北陸新幹線と並走し、関東地方と長野県北信地方・新潟県上越地方を結ぶ。東京から富山・金沢などの北陸地方中西部を結ぶ高速道路の最短ルートともなるため、関東北陸間の物流の動脈としての役割も担う路線である。
北関東自動車道の全線開通後は、東北・北関東方面と東海・関西方面を、東京都内を経由せずに高速道路のみで往来できるルートとして重要度が増した。
藤岡ジャンクション (JCT) - 上越ジャンクション間の全線が4車線で供用済みである。碓氷軽井沢IC - 更埴JCT間は開通以前から4車線化の施行命令が出されていたが、1998年（平成10年）の長野オリンピック開催に間に合わせるために暫定2車線で開通させた経緯がある。
信濃町IC - 上越JCTについては2009年（平成21年）4月27日の第4回国土開発幹線自動車道建設会議にて4車線への整備計画変更が決定したが、民主党の2009年（平成21年）度補正予算の執行見直しにより、信濃町IC - 上越JCTを含む高速道路6路線6区間の4車線化事業が凍結された。その後当該区間の2009年（平成21年）における10キロメートル (km) 以上の渋滞発生回数が19回を数えたことから4車線化の必要性があると判断され、一旦は凍結が解除され、2012年（平成24年）4月には事業を再開することが発表された。
供用予定は当初2018年（平成30年）度であったが、2018年（平成30年）12月7日に区間延長の約8割を完成させ、残りの2割は2019年（令和元年）12月5日に4車線化された。
最高地点の標高は932メートル (m) であり、八風山トンネル内にある。
国土開発幹線自動車道の路線名は関越自動車道上越線であり、上信越自動車道はそのうち藤岡JCT以西の区間の道路名である。また、更埴JCT - 長野IC間は中央自動車道長野線との重複区間となっている。
藤岡JCT-藤岡IC間は、1980年に関越道藤岡支線として開通した。

## インターチェンジなど
- IC番号欄の背景色が■である区間は既開通区間に存在する。施設欄の背景色が■である区間は未開通区間または未供用施設に該当する。未開通区間の名称は全て仮称である。
- スマートインターチェンジ (SIC)は背景色■で示す。
- 路線名の特記がないものは市町道。
- バスストップ (BS) のうち、○/●は運用中、◆は休止中の施設。無印はBSなし。
- 略字は、JCTはジャンクション、ICはインターチェンジ、PAはパーキングエリア、SAはサービスエリア、CBはチェーン脱着場（チェーンベース）をそれぞれ示す。

| IC 番号 | 施設名                | 接続路線名                      | 藤岡 から (km) | BS     | 備考                                      | 所在地 | 所在地            |
| ------- | --------------------- | ------------------------------- | -------------- | ------ | ----------------------------------------- | ------ | ----------------- |
| 9       | 藤岡JCT               | E17 関越自動車道                | 0.0            | -      |                                           | 群馬県 | 藤岡市            |
| 1       | 藤岡IC/PA             | 県道13号前橋長瀞線              | 1.8            |        | 藤岡PAは関越道方面 ハイウェイオアシス併設 | 群馬県 | 藤岡市            |
| 2       | 吉井IC                | 県道41号神田吉井停車場線        | 11.2           |        |                                           | 群馬県 | 高崎市            |
| 2-1     | 甘楽PA/SIC            | 町道甘楽PAスマートIC線          | 15.4           |        |                                           | 群馬県 | 甘楽郡 甘楽町     |
| 3       | 富岡IC                | 富岡市道西富岡内匠線            | 20.1           | ○      |                                           | 群馬県 | 富岡市            |
| 4       | 下仁田IC              | 国道254号（馬山バイパス）       | 26.8           | ○      |                                           | 群馬県 | 甘楽郡 下仁田町   |
| 5       | 松井田妙義IC/松井田BS | 県道51号松井田下仁田線          | 37.5           | ○      |                                           | 群馬県 | 安中市            |
| -       | 横川SA                | -                               | 42.1           |        |                                           | 群馬県 | 安中市            |
| 6       | 碓氷軽井沢IC          | 県道92号松井田軽井沢線          | 52.5           | ○      |                                           | 群馬県 | 安中市            |
| -       | 碓氷CB                | -                               |                | -      |                                           | 群馬県 | 安中市            |
| -       | 香坂CB                | -                               |                |        |                                           | 長野県 | 佐久市            |
| 6-1     | 佐久平PA/SIC          |                                 | 68.3           |        | ハイウェイオアシス併設                    | 長野県 | 佐久市            |
| 7       | 佐久IC                | 県道9号佐久軽井沢線             | 71.3           | ○      |                                           | 長野県 | 佐久市            |
| 7-1     | 佐久小諸JCT           | E52 中部横断自動車道            | 72.8           | -      |                                           | 長野県 | 小諸市            |
| -       | 小諸高原BS            | -                               | 78.0           | ○      |                                           | 長野県 | 小諸市            |
| 8       | 小諸IC                | 県道79号小諸上田線              | 82.1           |        |                                           | 長野県 | 小諸市            |
| 9       | 東部湯の丸IC/SA       | 県道81号丸子東部インター線      | 88.6           | ○      |                                           | 長野県 | 東御市            |
| 10      | 上田菅平IC            | 国道144号                       | 96.9           | ○      |                                           | 長野県 | 上田市            |
| 11      | 坂城IC                | 県道91号坂城インター線          | 104.8          |        |                                           | 長野県 | 埴科郡 坂城町     |
| -       | 千曲川さかきPA        | -                               | 106.1          | ○      |                                           | 長野県 | 埴科郡 坂城町     |
| -       | 屋代BS/SIC            | -                               | 116.9          | ○      | SICは事業中                               | 長野県 | 千曲市            |
| 12      | 更埴JCT               | E19 長野自動車道                | 118.9          |        |                                           | 長野県 | 千曲市            |
| -       | 松代PA                | -                               | 123.3          |        |                                           | 長野県 | 長野市            |
| 13      | 長野IC                | 県道35号長野真田線              | 124.9          | ○      |                                           | 長野県 | 長野市            |
| -       | 若穂BS/SIC            | -                               | 130.2          | ○      | SICは2030年度以降供用開始予定             | 長野県 | 長野市            |
| 14      | 須坂長野東IC          | 国道403号                       | 134.8          |        |                                           | 長野県 | 長野市            |
| 14      | 須坂長野東IC          | 国道403号                       | 134.8          | 須坂市 |                                           | 長野県 |                   |
| -       | 須坂BS                | -                               | 137.3          | ○      |                                           | 長野県 |                   |
| 14-1    | 小布施PA/SIC          | 県道343号村山小布施停車場線     | 141.6          |        | ハイウェイオアシス併設                    | 長野県 | 上高井郡 小布施町 |
| -       | 小布施BS              | -                               | 143.0          | ○      |                                           | 長野県 | 上高井郡 小布施町 |
| 15      | 信州中野IC            | 県道29号中野豊野線              | 146.3          |        |                                           | 長野県 | 中野市            |
| -       | 中野BS                | -                               | 147.0          | ○      |                                           | 長野県 | 中野市            |
| -       | 替佐CB                | -                               |                |        |                                           | 長野県 | 中野市            |
| 16      | 豊田飯山IC            | 国道117号                       | 154.0          |        |                                           | 長野県 | 中野市            |
| -       | 豊田BS                | -                               | 154.8          | ○      |                                           | 長野県 | 中野市            |
| -       | 黒姫野尻湖PA          | -                               | 164.0          |        |                                           | 長野県 | 上水内郡 信濃町   |
| -       | 柏原BS                | -                               | 166.0          | ○      |                                           | 長野県 | 上水内郡 信濃町   |
| 17      | 信濃町IC              | 国道18号（野尻バイパス）        | 167.2          |        |                                           | 長野県 | 上水内郡 信濃町   |
| 18      | 妙高高原IC            | 国道18号（妙高野尻バイパス）    | 172.3          |        |                                           | 新潟県 | 妙高市            |
| -       | 妙高高原BS            | -                               |                | ◆      |                                           | 新潟県 | 妙高市            |
| -       | 妙高SA                | -                               | 179.8          | ◆      |                                           | 新潟県 | 妙高市            |
| 19      | 中郷IC                | 国道18号（上新バイパス）        | 184.3          |        |                                           | 新潟県 | 上越市            |
| -       | 中郷北BS              | -                               |                | ◆      |                                           | 新潟県 | 上越市            |
| 19-1    | 新井PA/SIC            | 県道428号西野谷新田新井線       | 191.7          | ◆      | ハイウェイオアシス併設                    | 新潟県 | 妙高市            |
| 20      | 上越高田IC            | 県道85号上越高田インター線      | 198.8          |        |                                           | 新潟県 | 上越市            |
| 31-1    | 上越JCT               | E8 北陸自動車道(富山・新潟方面) | 204.7          |        |                                           | 新潟県 | 上越市            |

- 豊田飯山IC - 黒姫野尻湖PAにチェーン脱着場が2箇所ある。そのうち、豊田飯山IC寄りのチェーン脱着場は下り線である。また、上田菅平IC - 坂城ICに上り線のチェーン脱着場が1カ所ある。
- 2018年12月、国土交通省により信濃町IC - 新井PA間が大雪時のチェーン装着義務化区間に指定された。気象庁により大雪特別警報や大雪に関する特別情報が発表された場合、たとえスタッドレスタイヤ装備車であっても同区間ではチェーン装着が義務付けられることとなった[11]。

## 歴史
| 1980 | (7月)藤岡JCT - 藤岡IC                           |
| 1981 |                                                 |
| 1982 |                                                 |
| 1983 |                                                 |
| 1984 |                                                 |
| 1985 |                                                 |
| 1986 |                                                 |
| 1987 |                                                 |
| 1988 |                                                 |
| 1989 |                                                 |
| 1990 |                                                 |
| 1991 |                                                 |
| 1992 |                                                 |
| 1993 | (3月)更埴JCT - 須坂長野東IC 藤岡IC - 佐久IC     |
| 1994 |                                                 |
| 1995 | (11月)佐久IC - 小諸IC 須坂長野東IC - 信州中野IC |
| 1996 | (11月)小諸IC - 更埴JCT                          |
| 1997 | (10月)信州中野IC - 中郷IC                       |
| 1998 |                                                 |
| 1999 | (10月)中郷IC - 上越JCT                          |

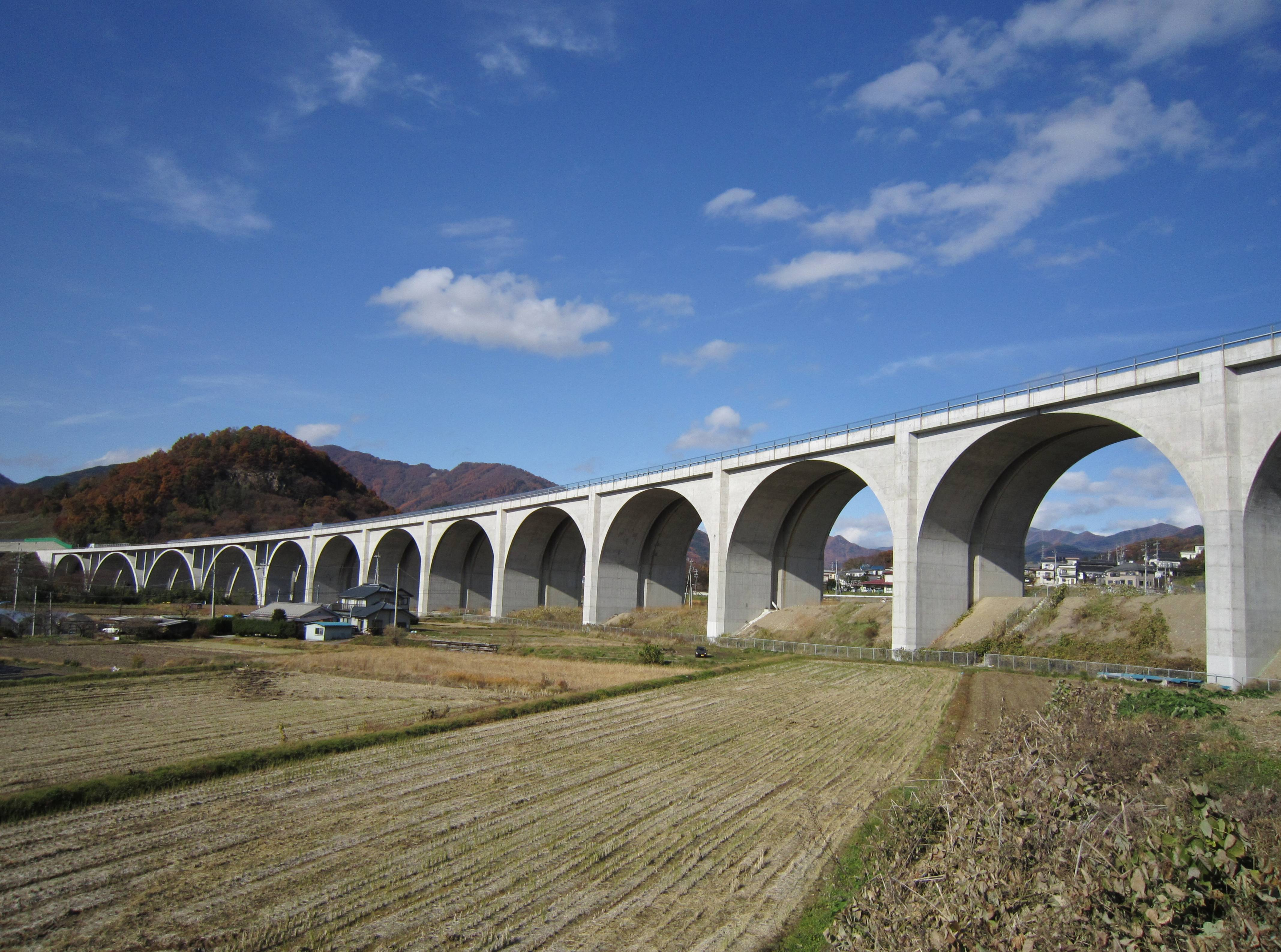
上田ローマン橋
東部湯の丸IC - 上田菅平IC間。1996年完成。

- 1966年（昭和41年）7月1日 : 東京都 - 直江津市（現・上越市）間 予定路線決定。
- 1971年（昭和46年）6月8日 : 更埴市（現・千曲市）- 須坂市間 基本計画決定。
- 1972年（昭和47年）6月30日 : 藤岡市 - 長野市間 基本計画決定。
- 1973年（昭和48年）
  - 10月19日 : 更埴市 - 須坂市間 整備計画・施行命令。
  - 11月1日 : 長野市 - 上越市間 基本計画決定。
- 1979年（昭和54年）3月2日 : 藤岡市 - 佐久市間 整備計画・施行命令。
- 1980年（昭和55年）7月17日 : 藤岡JCT - 藤岡IC間が関越自動車道の支線(藤岡支線)として開通。
- 1982年（昭和57年）1月20日 : 須坂市 - 中野市間 整備計画決定。
- 1985年（昭和60年）5月16日 : 須坂市 - 中野市間 施行命令。
- 1986年（昭和61年）1月21日 : 佐久市 - 更埴市間・中野市 - 中郷村（現・上越市）間 整備計画決定。
- 1987年（昭和62年）12月8日 : 佐久市 - 更埴市間 施行命令。
- 1988年（昭和63年）
  - 1月31日 : 中郷村 - 上越市間 整備計画決定。
  - 9月22日 : 中野市 - 中郷村間 施行命令[12]。
- 1989年（平成元年）11月19日：中郷村 - 上越市間 施行命令[13]。
- 1992年（平成4年）12月10日 : 佐久市 - 更埴市間 4車線化施行命令。
- 1993年（平成5年）
  - 3月25日 : 更埴JCT - 須坂長野東IC間開通（接続する長野自動車道豊科IC(現・安曇野IC) - 更埴JCT間も同日開通）[14]。長野IC - 須坂長野東IC間は暫定2車線。
  - 3月27日 : 藤岡IC - 佐久IC間開通[15]。藤岡JCT - 藤岡IC間が関越自動車道(藤岡支線)から上信越自動車道になる。碓氷軽井沢IC - 佐久平PA間は暫定2車線。
- 1995年（平成7年）
  - 11月7日 : 佐久IC - 小諸IC間開通（当時は暫定2車線）[16]。
  - 11月30日 : 須坂長野東IC - 信州中野IC間開通[17]。長野IC - 須坂長野東IC間 4車線化[17]。
- 1996年（平成8年）11月14日 : 小諸IC - 更埴JCT間開通。（当時は暫定2車線）
- 1997年（平成9年）10月16日 : 信州中野IC - 中郷IC間開通[18]。（当時は暫定2車線[18]、妙高SA - 中郷IC間は4車線）
- 1998年（平成10年）12月25日 : 中野市 - 信濃町間 4車線化整備計画・施行命令。
- 1999年（平成11年）10月30日 : 中郷IC - 上越JCT間開通により全線開通、上越JCTで北陸自動車道と接続[19]。
- 2000年（平成12年）4月28日 : 藤岡PA（藤岡ハイウェイオアシス、関越自動車道方面） 開設。
- 2002年（平成14年）
  - 7月26日 : 佐久IC - 小諸IC間 4車線化。
  - 12月18日 : 小諸IC - 上田菅平IC間 4車線化。
- 2003年（平成15年）12月20日 : 碓氷軽井沢IC - 佐久IC間 4車線化。
- 2004年（平成16年）
  - 7月17日 : 上田菅平IC - 更埴JCT間 4車線化。
  - 12月18日 : 佐久平PA（佐久平ハイウェイオアシス） スマートIC社会実験開始（2007年〈平成19年〉3月31日まで）[注釈 1]。
- 2005年（平成17年）
  - 1月11日 : 新井スマートIC 社会実験開始（2006年〈平成18年〉3月31日まで）[注釈 2]。
  - 4月24日 : 小布施PA（小布施ハイウェイオアシス） スマートIC社会実験開始（2006年〈平成18年〉3月31日まで）[注釈 3]。
  - 4月29日 : 信州中野IC - 豊田飯山IC間 4車線化。
- 2006年（平成18年）10月1日 : 小布施スマートIC・新井スマートIC 供用開始。
- 2007年（平成19年）4月1日 : 佐久平スマートIC 供用開始。
- 2009年（平成21年）
  - 4月27日 : 中野市 - 上越市間 4車線化整備計画変更。
  - 10月9日 : 前原誠司国土交通相（当時）が、信濃町IC - 上越JCT間の4車線化事業を凍結すると表明。
  - 11月19日 : 豊田飯山IC - 信濃町IC間 4車線化。
- 2010年（平成22年）4月9日 : 国土交通省より、一時凍結のあった信濃町IC - 上越JCT間の4車線化事業を再着手すると表明。
- 2011年（平成23年）3月26日 : 佐久小諸JCT 開通により中部横断自動車道と接続。
- 2012年（平成24年）4月6日 : 前田武志国土交通相（当時）が、信濃町IC - 上越JCT間の4車線化事業を同月中旬より再開すると表明。
- 2014年（平成26年）
  - 4月8日 : 八風山トンネル 長野県側入口付近 (62.4KP) の盛土のり面と管理用道路に亀裂が発見され、その進行が継続しているため、碓氷軽井沢IC - 佐久IC間の上り線が通行止、下り線も車線規制が実施される[20]。4月11日に対面通行で暫定開通し、4月25日に下り線が2車線に戻り、上り線は1車線のみ復旧した。
  - 7月18日 : 4月25日より1車線通行規制が行われていた佐久IC - 碓氷軽井沢IC間の上り線が完全復旧[21]。
- 2017年（平成29年）12月1日 : 新井スマートICの利用可能時間帯が24時間に拡大される[22]。
- 2018年（平成30年）12月7日 : 新井PA/スマートIC - 上越JCT間が4車線化[5][23]。
- 2019年（令和元年）12月5日 : 信濃町IC - 妙高SA、中郷IC - 新井PA/スマートIC間が4車線化[6]。これにより全線4車線化[6]。
- 2023年（令和5年）3月25日 : 甘楽スマートIC 供用開始[24]。

## 路線状況

### 車線・最高速度
| 区間                   | 車線   | 車線   | 車線   | 最高速度         | 最高速度              | 最高速度          | 備考 |
| 区間                   | 上下線 | 上り線 | 下り線 | 大特・三輪・牽引 | 大型貨物 特定中型貨物 | 左記以外の車両    | 備考 |
| ---------------------- | ------ | ------ | ------ | ---------------- | --------------------- | ----------------- | ---- |
| 藤岡JCT付近            | 6      | 3      | 3      | 70 km/h （指定） | 70 km/h （指定）      | 70 km/h （指定）  |      |
| 藤岡JCT付近 - 藤岡IC   | 6      | 3      | 3      | 80 km/h （法定） | 90 km/h （法定）      | 100 km/h （法定） |      |
| 藤岡IC - 松井田妙義IC  | 4      | 2      | 2      | 80 km/h （法定） | 90 km/h （法定）      | 100 km/h （法定） |      |
| 松井田妙義IC - 更埴JCT | 4      | 2      | 2      | 80 km/h （指定） | 80 km/h （指定）      | 80 km/h （指定）  |      |
| 更埴JCT内              | 3      | 2      | 1      | 70 km/h （指定） | 70 km/h （指定）      | 70 km/h （指定）  |      |
| 更埴JCT - 信州中野IC   | 4      | 2      | 2      | 80 km/h （法定） | 90 km/h （法定）      | 100 km/h （法定） |      |
| 信州中野IC - 中郷IC    | 4      | 2      | 2      | 80 km/h （指定） | 80 km/h （指定）      | 80 km/h （指定）  |      |
| 中郷IC - 上越JCT       | 4      | 2      | 2      | 80 km/h （法定） | 90 km/h （法定）      | 100 km/h （法定） |      |

### 道路施設

#### サービスエリア・パーキングエリア
売店はすべてのサービスエリア (SA) と甘楽パーキングエリア (PA) ・佐久平PA・千曲川さかきPA・松代PA・小布施PAに、レストランは横川SAと東部湯の丸SAに設置されている。また、藤岡PA・佐久平PA・小布施PA・新井PAにはハイウェイオアシスが併設されている。
ガソリンスタンドは横川SA・東部湯の丸SA・松代PAにあり、東部湯の丸SAの下り線が深夜営業をしていない他は24時間営業である。24時間営業の売店は、藤岡PAのハイウェイオアシス（ららん藤岡）・横川SA・東部湯の丸SA・千曲川さかきPA（セブン-イレブン）・新井PAのハイウェイオアシス（道の駅あらい）にある。

#### 主なトンネルと橋
トンネル・橋梁・シェッドの延長は、NEXCO資料に基づく。
| 区間                         | 構造物名         | 延長      | 延長      | 備考                                                                                               |
| 区間                         | 構造物名         | 上り線    | 下り線    | 備考                                                                                               |
| ---------------------------- | ---------------- | --------- | --------- | -------------------------------------------------------------------------------------------------- |
| 横川SA - 碓氷軽井沢IC        | 碓氷橋           | 1,227.0 m | 1,267.0 m | 碓氷三橋として土木学会田中賞受賞                                                                   |
| 横川SA - 碓氷軽井沢IC        | 赤松沢橋         | 230.0 m   | 230.0 m   | 碓氷三橋として土木学会田中賞受賞                                                                   |
| 横川SA - 碓氷軽井沢IC        | 浅間山トンネル   | 629 m     | 684 m     | 読みは「せんげんやまトンネル」                                                                     |
| 横川SA - 碓氷軽井沢IC        | 遠入川橋         | 477.0 m   | 439.0 m   | 碓氷三橋として土木学会田中賞受賞                                                                   |
| 横川SA - 碓氷軽井沢IC        | 高岩山トンネル   | 1,019 m   | 1,070 m   | |
| 碓氷軽井沢IC - 佐久平PA      | 大山トンネル     | 1,722 m   | 1,625 m   | |
| 碓氷軽井沢IC - 佐久平PA      | 日暮山トンネル   | 2,314 m   | 2,051 m   | |
| 碓氷軽井沢IC - 佐久平PA      | 八風山トンネル   | 3,998 m   | 4,471 m   | |
| 碓氷軽井沢IC - 佐久平PA      | 閼伽流山トンネル | 1,703 m   | 1,960 m   | 読みは「あかるさんトンネル」。閼伽流山を通過。                                                     |
| 東部湯の丸IC/SA - 上田菅平IC | 上田ローマン橋   | 715.0 m   | 715.0 m   | |
| 上田菅平IC - 坂城IC          | 太郎山トンネル   | 4,264 m   | 4,303 m   | |
| 千曲川さかきPA - 更埴JCT     | 五里ヶ峯トンネル | 4,518 m   | 4,474 m   | |
| 千曲川さかきPA - 更埴JCT     | 森トンネル       | 1,421 m   | 1,450 m   | |
| 更埴JCT - 松代PA             | 薬師山トンネル   | 1,212 m   | 1,181 m   | |
| 信州中野IC - 豊田飯山IC      | 北千曲川橋       | 371.0 m   | 375.0 m   | |
| 信州中野IC - 豊田飯山IC      | 上今井トンネル   | 691 m     | 775 m     | |
| 信州中野IC - 豊田飯山IC      | 斑尾川橋         | 617.0 m   | 617.0 m   | |
| 豊田飯山IC - 黒姫野尻湖PA    | 熊坂トンネル     | 811 m     | 801 m     | |
| 豊田飯山IC - 黒姫野尻湖PA    | さみずトンネル   | 1,415 m   | 1,441 m   | |
| 豊田飯山IC - 黒姫野尻湖PA    | 薬師岳トンネル   | 2,320 m   | 2,362 m   | |
| 信濃町IC - 妙高高原IC        | れいめい橋       | 514.0 m   | 500.5 m   | [ 30 ]                                                                                             |
| 妙高高原IC - 妙高SA          | 太田切川橋       | 240.0 m   | 259.0 m   | |
| 中郷IC - 新井PA/SIC          | あらい高架橋     | 333.9 m   | 306.1 m   | |
| 新井PA/SIC - 上越高田IC      | 天神堂トンネル   | 521.0 m   | 2,187 m   | 下りは天神平トンネル・鮫ケ尾トンネル・宮内トンネル・観音平トンネルをスノーシェルターで連結し一体化 |
| 新井PA/SIC - 上越高田IC      | 観音平トンネル   | 1,502 m   | -         | 上りは鮫ケ尾トンネル・宮内トンネル・観音平トンネルをスノーシェルターで連結し一体化                 |
| 上越高田IC - 上越JCT         | 金谷山トンネル   | 381.9 m   | 370.0 m   | |

※碓氷橋・赤松沢橋・遠入川橋の3橋は、「碓氷三橋」として1992年(平成4年)に土木学会田中賞を受賞している。

##### トンネルの数
| 区間                      | 上り線 | 下り線 |
| ------------------------- | ------ | ------ |
| 藤岡JCT - 富岡IC          | 0      | 0      |
| 富岡IC - 下仁田IC         | 1      | 1      |
| 下仁田IC - 横川SA         | 0      | 0      |
| 横川SA - 碓氷軽井沢IC     | 5      | 5      |
| 碓氷軽井沢IC - 佐久平PA   | 5      | 4      |
| 佐久平PA - 佐久小諸JCT    | 0      | 0      |
| 佐久小諸JCT - 小諸IC      | 1      | 1      |
| 小諸IC - 上田菅平IC       | 0      | 0      |
| 上田菅平IC - 坂城IC       | 3      | 3      |
| 坂城IC - 千曲川さかきPA   | 0      | 0      |
| 千曲川さかきPA - 更埴JCT  | 4      | 4      |
| 更埴JCT - 松代PA          | 1      | 1      |
| 松代PA - 長野IC           | 0      | 0      |
| 長野IC - 須坂長野東IC     | 4      | 4      |
| 須坂長野東IC - 信州中野IC | 0      | 0      |
| 信州中野IC - 豊田飯山IC   | 1      | 1      |
| 豊田飯山IC - 黒姫野尻湖PA | 4      | 5      |
| 黒姫野尻湖PA - 新井PA     | 0      | 0      |
| 新井PA - 上越高田IC       | 2      | 1      |
| 上越高田IC - 上越JCT      | 1      | 1      |
| 合計                      | 32     | 31     |

※千曲川さかきPA - 更埴JCTでは長大切土のり面をカルバート化する工事が進行中である。
※新井PA -上越高田ICの下り線は4車線化工事の際に観音平トンネル・宮内トンネル・鮫ヶ尾トンネル・天神堂トンネルが積雪対策のために、トンネル間にスノーシェルターが取り付けられており、1つの長いトンネルとなっている。

### 道路管理者
2005年10月の道路公団民営化後は全区間が東日本高速道路（NEXCO東日本）の管轄区間となり、信濃町ICを境に南側を関東支社が、北側を新潟支社がそれぞれ管理・運営している。
- NEXCO東日本関東支社
  - 高崎管理事務所 : 藤岡JCT - 松井田妙義IC
  - 長野管理事務所 : 松井田妙義IC - 信濃町IC
- NEXCO東日本新潟支社
  - 上越管理事務所 : 信濃町IC - 上越JCT

#### ハイウェイラジオ
- 藤岡（藤岡IC - 吉井IC）
- 富岡（富岡IC - 下仁田IC）
- 長野（長野IC - 須坂長野東IC）

コールサインは「ハイウェイラジオ上信越道○○」と放送される（例: 藤岡であれば「ハイウェイラジオ上信越道藤岡よりお伝えしました。」）。
現在は岩槻管制局から放送されているが、2006年9月30日（日本道路公団時代、および民営化後1年間）までは八王子管制局より放送されていた（八王子管制局は現在は中日本高速道路八王子支社であり、同じ形態の放送が中央自動車道と長野自動車道で2012年3月まで放送されていた）。現行の岩槻管制局に移管されたのは、民営化から1年後の2006年（平成18年）10月のことである。

### 交通量
24時間交通量（台） 道路交通センサス
| 区間                        | 平成11（1999）年度 | 平成17（2005）年度 | 平成22（2010）年度 | 平成27（2015）年度 | 令和3（2021）年度 |
| --------------------------- | ------------------ | ------------------ | ------------------ | ------------------ | ----------------- |
| 藤岡JCT - 藤岡IC            | 31,418             | 38,241             | 41,626             | 45,126             | 36,947            |
| 藤岡IC - 吉井IC             | 24,541             | 29,811             | 31,765             | 35,790             | 28,590            |
| 吉井IC - 富岡IC             | 23,935             | 28,941             | 30,663             | 34,735             | 27,394            |
| 富岡IC - 下仁田IC           | 21,037             | 25,235             | 26,412             | 29,908             | 23,943            |
| 下仁田IC - 松井田妙義IC     | 18,019             | 22,143             | 23,328             | 27,240             | 21,799            |
| 松井田妙義IC - 碓氷軽井沢IC | 18,556             | 22,121             | 23,167             | 27,585             | 22,187            |
| 碓氷軽井沢IC - 佐久平PASIC  | 15,032             | 18,734             | 20,215             | 23,694             | 18,718            |
| 佐久平PASIC - 佐久IC        | 15,032             | 18,706             | 20,055             | 23,536             | 18,587            |
| 佐久IC - 佐久小諸JCT        | 14,901             | 18,707             | 22,066             | 23,618             | 19,025            |
| 佐久小諸JCT - 小諸IC        | 14,901             | 18,707             | 22,066             | 26,243             | 21,494            |
| 小諸IC - 東部湯の丸IC       | 16,528             | 20,574             | 24,181             | 28,467             | 23,753            |
| 東部湯の丸IC - 上田菅平IC   | 17,074             | 21,213             | 25,375             | 29,354             | 24,521            |
| 上田菅平IC - 坂城IC         | 18,537             | 22,914             | 27,483             | 31,046             | 25,795            |
| 坂城IC - 更埴JCT            | 19,326             | 24,388             | 29,236             | 33,069             | 27,782            |
| 更埴JCT - 長野IC            | 27,780             | 32,325             | 36,312             | 39,492             | 35,794            |
| 長野IC - 須坂長野東IC       | 18,536             | 22,351             | 24,971             | 27,178             | 25,441            |
| 須坂長野東IC - 小布施PASIC  | 13,143             | 17,147             | 18,790             | 20,671             | 18,688            |
| 小布施PASIC - 信州中野IC    | 13,143             | 16,751             | 17,665             | 18,741             | 16,808            |
| 信州中野IC - 豊田飯山IC     | 09,210             | 12,976             | 13,626             | 14,238             | 12,514            |
| 豊田飯山IC - 信濃町IC       | 07,057             | 10,238             | 10,612             | 11,003             | 10,056            |
| 信濃町IC - 妙高高原IC       | 0 6,384            | 10,050             | 10,174             | 10,625             | 09,745            |
| 妙高高原IC - 中郷IC         | 05,762             | 09,902             | 10,046             | 10,349             | 09,710            |
| 中郷IC - 新井PASIC          | 調査当時未開通     | 09,518             | 09,636             | 09,992             | 09,271            |
| 新井PASIC - 上越高田IC      | 調査当時未開通     | 09,525             | 09,609             | 09,768             | 09,167            |
| 上越高田IC - 上越JCT        | 調査当時未開通     | 09,435             | 09,619             | 09,829             | 09,405            |

（出典：「平成17年度　道路交通センサス　一般交通量調査結果」（関東地方整備局ホームページ）「平成17年度 道路交通センサス　一般交通量調査の概要」（北陸地方整備局ホームページ）「平成22年度道路交通センサス」・「平成27年度全国道路・街路交通情勢調査」・｢令和3年度全国道路・街路交通情勢調査｣（国土交通省ホームページ）より一部データを抜粋して作成）
- 令和2年度に実施予定だった交通量調査は、新型コロナウイルスの影響で延期された[33]。

#### 2002年度
区間別日平均交通量（2003年度JH年報）
- 平均 : 19,346台（区間平均。前年度比99.3%）
- 最大 : 藤岡JCT - 藤岡IC 38,525台(100.2%)
- 最小 : 上越高田IC - 上越JCT 8,955台(99.1%)

#### 渋滞
ゴールデンウィークやお盆の時期および観光シーズンになると、最後の暫定2車線区間であった信濃町IC - 新井PA間で渋滞が発生していた。主な渋滞の先頭は妙高高原IC付近、観音平トンネル付近、中郷北BS付近である。この区間では、ICやSA・PA付近で車線減少を繰り返していたほか、上越方面から長野県境までの37.5 kmで600 m以上登る急勾配区間でもあり、冬季には累計で10 mを超える降雪がある交通の難所である。4車線化後にはこれらの交通集中による渋滞のほか、重大事故や通行止めの回数も減少する見込みである。
他区間では、暫定2車線であった群馬・長野県境の八風山トンネルや五里ヶ峯トンネル（坂城IC - 更埴JCT間）でも休日を中心に渋滞が多く発生していたが、4車線化によって少なくなった。
また、土日と祝日には主に午前中を中心に下り(長野方面)が、夕方から上り（関越道方面）が藤岡JCT・藤岡IC・富岡トンネル・甘楽PA・富岡IC・下仁田IC・松井田妙義IC・横川SA・碓氷軽井沢ICの各付近と、佐久IC - 松井田妙義IC間の各トンネルを先頭に5 km以上の渋滞が発生することが多い。他にも関越道上りの花園IC付近を先頭とする渋滞が藤岡JCTを過ぎて上信越道に延びてくる場合もあり、合流地点を先頭に20 km以上の長い渋滞になる場合が多い。

## 地理

### 通過する自治体
- 群馬県
  - 藤岡市 - 高崎市 - 甘楽郡甘楽町 - 富岡市 - 甘楽郡下仁田町 - 富岡市 - 安中市 - 甘楽郡下仁田町
- 長野県
  - 佐久市 - 小諸市 - 東御市 - 小諸市 - 東御市 - 上田市 - 埴科郡坂城町 - 千曲市 - 長野市 - 須坂市 - 上高井郡小布施町 - 中野市 - 上水内郡飯綱町 - 上水内郡信濃町
- 新潟県
  - 妙高市 - 上越市 - 妙高市 - 上越市 - 妙高市 - 上越市

### 接続する高速道路
- E17 関越自動車道（藤岡JCTで接続）
- E52 中部横断自動車道（佐久小諸JCTで接続）
- E19 長野自動車道（更埴JCTで接続）
開通時期の経緯から線形は上信越道上越方面と長野道が本線で、藤岡方面がそこから分岐するという形になっている。
- E8 北陸自動車道（上越JCTで接続）